# Mona de nit de Panamà
La mona de nit de Panamà (Aotus zonalis) és una espècie de mona de nit que anteriorment era considerada una subespècie de la mona de nit de ventre gris, dins de la família dels aòtids. El seu àmbit de distribució s'estén per Panamà i la regió colombiana de Chocó. També n'hi ha hagut observacions no confirmades a Costa Rica, especialment a la costa caribenya d'aquest país.